# 東新潟機関区
東新潟機関区（ひがしにいがたきかんく）は、新潟県新潟市東区にある日本貨物鉄道（JR貨物）の車両基地・乗務員基地である。

## 概要
白新線の上沼垂信号場 - 東新潟駅 - 大形駅間に隣接しており、付近には新潟貨物ターミナル駅が広がる。
日本海縦貫線を中心に運転業務を行う他、日本海縦貫線の富山県以東の主要駅と関連線区及び磐越西線方面で運用されるディーゼル機関車が集中配置されていたが、列車自体の廃止や他区所属機運用への置き換えにより、2021年（令和3年）3月までに当区所属機の定期運用は終了し、2023年（令和5年）までに機関車の配置も廃止された。以後は、機関車に関しては通常、他区所属機の仕業検査・給油等を行っている。
貨車の交番検査も所管しており、新潟貨物ターミナル駅に貨車の検修施設（旧東新潟貨車区）を設けている。
新潟県長岡市に南長岡派出（みなみながおかはしゅつ）が設置され、運転士が所属している（後述）。

## 歴史
- 1965年（昭和40年）3月5日 - 東新潟機関区開設
  - 土地再利用による新潟機関区の閉鎖に伴い同区の業務を移管したもの。
  - おもに、当時の日本海縦貫線非電化区間の列車牽引用や周辺各駅入換用のディーゼル機関車を配置[6]。
- 1969年（昭和44年） - 信越本線全線電化開業に伴い、岡山機関区及び長岡第二機関区からEF15形電気機関車が転入・配置される[7]。
- 1979年（昭和54年） - EF81形電気機関車16両が新製配置され、EF15形を置き換える[6][8]。
- 1985年（昭和60年）3月14日 - 車両基地集約により、電気機関車が全機転出[6][9]（仕業検査は引き続き実施[8]）。ディーゼル機関車のみの配置となる[8]。坂町機関区を統合し坂町派出所とする。
- 1987年（昭和62年）
  - 3月1日 - 東新潟貨車区を統合[10]。坂町派出所を新津運転区に移管。
  - 4月1日 - 国鉄分割民営化に伴い、日本貨物鉄道（JR貨物）の所属となる[11]。
- 1995年（平成7年）
  - 3月 - 富山機関区でのDE10形ディーゼル機関車の常駐運用を開始し、富山貨物駅入換及び高山本線猪谷駅以北の貨物運用をJR西日本から移管[12]。
  - 12月 - 秋田地区でのDD51形ディーゼル機関車の常駐運用（1994年頃から奥羽本線・北上線の貨物運用をJR東日本から段階的に移管）を拡大し、男鹿線・秋田貨物駅入換を含め秋田地区のDD51形の貨物運用をJR東日本から全面移管[13]。磐越西線普通客車列車の廃止[14]により、旅客会社からの旅客列車牽引の受託を終了。
- 1996年（平成8年）3月 - 神岡鉄道神岡鉱山前駅発着の硫酸等の輸送について、同社線内の区間も当区のDE10形ディーゼル機関車による直通運行に変更[15]。
- 1998年（平成10年）10月 - 信越本線貨物支線沼垂駅発磐越西線会津若松駅・只見線西若松駅着の石油輸送[16]の廃止により、只見線での運用を終了[17]。磐越西線塩川駅・広田駅へのセメント輸送について、発駅・経路変更が行われ、磐越東線大越駅発広田駅・塩川駅着（塩川駅着は月曜日運休）の輸送[18][注 1]の廃止により、広田駅 - 郡山貨物ターミナル駅間について運用を終了[19]。月曜日のみの運転だった北陸本線糸魚川駅発塩川駅着のセメント輸送[18]を毎日運転とし、北陸本線青海駅・糸魚川駅発塩川駅・広田駅着に変更[19][20]。石油列車に代わり新潟貨物ターミナル駅 - 広田駅間でセメント列車牽引運用が毎日設定される[19]。
- 2004年（平成16年）10月 - 神岡鉄道神岡鉱山前駅発着硫酸等輸送の終了により、高山本線の運用を速星駅以北に短縮。
- 2005年（平成17年）
  - 3月 - JR東日本からの日本海縦貫線貨物運用移管により、同社から購入したEF81形電気機関車6両が配置され、再び電気機関車の配置区となる[9][21]。
  - 4月1日 - 南長岡派出開設。
- 2007年（平成19年）3月 -  磐越西線塩川駅・広田駅向けセメント輸送の廃止により、DD51形ディーゼル機関車の新潟地区での定期運用を終了。EF81形電気機関車全機が富山機関区に転出[22]。
- 2010年（平成22年）3月 - DD51形ディーゼル機関車の北上線・奥羽本線での運用（秋田貨物駅常駐）廃止により、同形式の運用を終了[23]。
- 2013年（平成25年）3月 - 氷見線・新湊線・城端線の貨物運用をJR西日本から移管。
- 2015年（平成27年）9月 - 城端線二塚駅からの紙輸送の経路変更（工場から高岡貨物駅までトラック輸送し発送）により、同線での運用を終了[24]。
- 2021年（令和3年）3月 - 当区所属のDE10形ディーゼル機関車の運用が、愛知機関区所属のDD200形に置き換えられ、定期運用がなくなる。
- 2023年（令和5年）3月 - この月のダイヤ改正までにDE10形ディーゼル機関車の配置を廃止し、動力車の配置がなくなる[25]。

## 運転士乗務範囲
2007年（平成19年）11月時点。
- 羽越線：新津 - 酒田港間[2]
- 信越線：直江津 - 新潟貨物ターミナル・沼垂・焼島間[2]
- 白新線：上沼垂 - 新発田間[2]

## 配置車両に表示される略号
- 「東新」 - 東新潟を意味する「東新」から構成される。

## 所属車両
2023年（令和5年）3月ダイヤ改正時点では配置車両なし。

### 過去の配置車両
電気機関車
- EF15形電気機関車
  - 1969年（昭和44年）の信越本線電化開業の際、岡山機関区及び長岡第二機関区から転入・配置され、1975年（昭和50年）には高崎第二機関区からの転入機も加わった[7]。1979年（昭和54年）にEF81形電気機関車によって置き換えられ[6][8]、転出または廃車となった[7]。
- EF81形電気機関車
  - 1979年（昭和54年）に、EF15形の置き換えのため16両が新製配置されたが[6][8]、1985年（昭和60年）3月には、車両基地集約のため長岡運転所へ全機転出となった[6][9]。その後2005年（平成17年）3月には、JR東日本からの貨物運用移管により、同社から購入した6両が再び配置されたが[9][21]、2007年（平成19年）3月には富山機関区に全機が転出となった[22]。

ディーゼル機関車
- DD51形ディーゼル機関車
  - 日本海縦貫線の電化前は、他区所属のDF50形ディーゼル機関車に代わる本線用牽引機として初期型を含む多数が配置され、当区所属機はおもに糸魚川地区 - 秋田地区間を担当し、優等旅客列車の特急「日本海」などの牽引にも充当された[26]。日本海縦貫線の秋田地区までの電化開業後は磐越西線方面での客貨列車牽引が中心となった。国鉄分割民営化後、1994年頃からは奥羽本線・北上線の貨物運用を中心とする秋田地区での常駐運用を開始し、1995年（平成7年）12月までに男鹿線・秋田貨物駅入換を含む秋田地区の貨物運用を全てJR東日本から移管した[13]。磐越西線方面での運用は、1995年（平成7年）12月に旅客運用が[14]、2007年（平成19年）3月に貨物運用が終了した。秋田地区での常駐運用は2010年（平成22年）3月に終了し[23]、配置は廃止となった。
- DE10形ディーゼル機関車
  - おもに新潟周辺地域各駅の入換や区間貨物列車牽引用として配置され、国鉄時代末期には酒田地区での常駐運用（酒田港線貨物列車牽引・酒田港駅入換）も加わった。1995年3月には富山貨物駅入換及び高山本線猪谷駅以北の貨物運用を、2013年（平成25年）3月には氷見線・新湊線・城端線の貨物運用を、JR西日本から移管した。関係駅の貨物取扱の廃止による運用縮小を経た後、2021年（令和3年）3月13日のダイヤ改正で愛知機関区所属のDD200形に運用が全て置き換えられ、2023年（令和5年）3月までに配置は廃止となった。

#### 最終期の配置車両
配置車両は2021年3月現在、運用範囲は2016年3月26日改正時。
ディーゼル機関車
DE10形
1500番台3両（1539・1676・1729号機）、3500番台3両（3505・3506・3507号機）の計6両が所属。
2021年3月12日以前の定期運用範囲は以下のとおり。
- 信越線：上沼垂信号場 - 焼島間
- 白新線：新潟貨物ターミナル - 上沼垂信号場間
- あいの風とやま鉄道線：高岡 - 富山貨物間
- 氷見線：高岡 - 能町間
- 新湊線：全線
- 高山線：速星 - 富山間
- 焼島駅、新潟貨物ターミナル駅、酒田港駅、富山貨物駅、高岡貨物駅の入換作業

2021年3月13日のダイヤ改正前は当機関区所属の本形式が以上の運用を担当していたが、同日のダイヤ改正後、愛知機関区所属のDD200形に運用が置き換えられた。
過去の運用範囲
2014年3月15日改正当時
- 城端線：高岡 - 二塚間

2013年3月16日改正当時
- 信越線：直江津 - 黒井間および黒井駅での入換作業

## 南長岡派出

### 概要
それまでJR東日本に委託していた貨物業務を解消するために、JR東日本に出向していた乗務員を中心として2005年4月1日に開設された。

### 運転士乗務範囲
2007年（平成19年）11月時点。
- 信越線：新潟貨物ターミナル - 直江津[2]
- 上越線：宮内 - 水上[2]